# Monoposthioides anonoposthia
Monoposthioides anonoposthia är en rundmaskart som beskrevs av Stephen Donald Hopper 1963. Monoposthioides anonoposthia ingår i släktet Monoposthioides och familjen Monoposthiidae. Inga underarter finns listade i Catalogue of Life.